# Supercopa Paraguay 2022
La Supercopa Paraguay 2022, fue la segunda edición de este certamen y se disputó entre el Club Sportivo Ameliano, campeón de la Copa Paraguay 2022 y el Club Olimpia, campeón con mayor puntaje de la Primera División de Paraguay 2022. A diferencia de la primera edición, esta se llevó a cabo a inicios del año siguiente y como primer partido oficial de la siguiente temporada.
El equipo campeón fue el Club Sportivo Ameliano que logro vencer al vigente campeón, el Club Olimpia por resultado de 1-0.

## Equipos clasificados
| Sportivo Ameliano | Campeón de la Copa Paraguay 2022                                                         |
| Olimpia           | Campeón de la Primera División de Paraguay 2022, con mayor puntaje en la tabla acumulada |

## Partido
| 25 de enero de 2023, 20:00 (UTC-3) | Olimpia | 0:1 (0:1) | Sportivo Ameliano | Estadio Defensores del Chaco, Asunción                   |                                                          |
|                                    |         | Reporte   | 38' Elvio Vera    | Árbitro(s): Carlos Paul Benítez VAR: Mario Díaz de Vivar | Árbitro(s): Carlos Paul Benítez VAR: Mario Díaz de Vivar |

Ficha del partido
|            | Guardameta     | Gastón Olveira      |     |
|            | Defensa        | Víctor Salazar      |     |
|            | Defensa        | Junior Barreto      |     |
|            | Defensa        | Mateo Gamarra       |     |
|            | Defensa        | Iván Torres         |     |
|            | Centrocampista | Alejandro Silva     |     |
|            | Centrocampista | Marcos Gómez        |     |
|            | Centrocampista | Richard Ortiz       | 70' |
|            | Centrocampista | Brian Montenegro    |     |
|            | Delantero      | Facundo Bruera      | 46' |
|            | Delantero      | Derlis González     |     |
| Entrenador | Entrenador     | Julio César Cáceres |     |

|            | Guardameta     | Joaquín Papaleo  |     |
|            | Defensa        | Walter Cabrera   | 67' |
|            | Defensa        | Hugo Benítez     |     |
|            | Defensa        | Franco Ortellado |     |
|            | Defensa        | Marcos Martinich |     |
|            | Centrocampista | Fredy Vera       | 56' |
|            | Centrocampista | Edgar Zaracho    |     |
|            | Centrocampista | Silvio Torales   | 56' |
|            | Centrocampista | Elías Sarquis    | 67' |
|            | Delantero      | Giovanni Bogado  | 22' |
|            | Delantero      | Alex Arce        |     |
| Entrenador | Entrenador     | Humberto García  |     |

|  |  | Hugo Fernández  | 46' |
|  |  | Guillermo Paiva | 70' |

|  |  | Elvio Vera         | 22' |
|  |  | Blas Cáceres       | 56' |
|  |  | Fredderick Alfonso | 56' |
|  |  | Julio González     | 67' |
|  |  | Alejandro Samudio  | 67' |

|  |  |  |  |  |

| Anotado | 38' | Elvio Vera | 0-1 |

| Amonestado | 45+7 | Junior Barreto  |
| Amonestado | 81   | Luis Zárate     |
| Amonestado | 90   | Guillermo Paiva |

| Amonestado | 38 | Elvio Vera       |
| Amonestado | 53 | Elías Sarquis    |
| Amonestado | 71 | Franco Ortellado |
| Amonestado | 85 | Hugo Benítez     |

| Árbitro             | Carlos Benítez      |
| Árbitros asistentes | Eduardo Cardozo     |
| Árbitros asistentes | José Cuevas         |
| Cuarto árbitro      | David Ojeda         |
| Adicionales VAR     | Mario Díaz de Vivar |
| Adicionales VAR     | Eduardo Britos      |
| Árbitro soporte     | Julio Quintana      |

|            | Guardameta     | Gastón Olveira      |     |
|            | Defensa        | Víctor Salazar      |     |
|            | Defensa        | Junior Barreto      |     |
|            | Defensa        | Mateo Gamarra       |     |
|            | Defensa        | Iván Torres         |     |
|            | Centrocampista | Alejandro Silva     |     |
|            | Centrocampista | Marcos Gómez        |     |
|            | Centrocampista | Richard Ortiz       | 70' |
|            | Centrocampista | Brian Montenegro    |     |
|            | Delantero      | Facundo Bruera      | 46' |
|            | Delantero      | Derlis González     |     |
| Entrenador | Entrenador     | Julio César Cáceres |     |

|            | Guardameta     | Joaquín Papaleo  |     |
|            | Defensa        | Walter Cabrera   | 67' |
|            | Defensa        | Hugo Benítez     |     |
|            | Defensa        | Franco Ortellado |     |
|            | Defensa        | Marcos Martinich |     |
|            | Centrocampista | Fredy Vera       | 56' |
|            | Centrocampista | Edgar Zaracho    |     |
|            | Centrocampista | Silvio Torales   | 56' |
|            | Centrocampista | Elías Sarquis    | 67' |
|            | Delantero      | Giovanni Bogado  | 22' |
|            | Delantero      | Alex Arce        |     |
| Entrenador | Entrenador     | Humberto García  |     |

|  |  | Hugo Fernández  | 46' |
|  |  | Guillermo Paiva | 70' |

|  |  | Elvio Vera         | 22' |
|  |  | Blas Cáceres       | 56' |
|  |  | Fredderick Alfonso | 56' |
|  |  | Julio González     | 67' |
|  |  | Alejandro Samudio  | 67' |

|  |  |  |  |  |

| Anotado | 38' | Elvio Vera | 0-1 |

| Amonestado | 45+7 | Junior Barreto  |
| Amonestado | 81   | Luis Zárate     |
| Amonestado | 90   | Guillermo Paiva |

| Amonestado | 38 | Elvio Vera       |
| Amonestado | 53 | Elías Sarquis    |
| Amonestado | 71 | Franco Ortellado |
| Amonestado | 85 | Hugo Benítez     |

| Árbitro             | Carlos Benítez      |
| Árbitros asistentes | Eduardo Cardozo     |
| Árbitros asistentes | José Cuevas         |
| Cuarto árbitro      | David Ojeda         |
| Adicionales VAR     | Mario Díaz de Vivar |
| Adicionales VAR     | Eduardo Britos      |
| Árbitro soporte     | Julio Quintana      |

|                                       |
|                                       |
| Campeón Sportivo Ameliano 1.er título |